# واشنطن دي لا كروز
واشنطن دي لا كروز (بالإسبانية: Washington de la Cruz)‏ (26 مايو 1964 بمونتفيدو في الأوروغواي - ) هو لاعب كرة قدم سلفادوري وأوروغواني في مركز الدفاع. شارك مع منتخب السلفادور لكرة القدم. أما مع النوادي، فقد لعب مع نادي أليانزا ‏ وأتلتيكو مارته ‏ وAtlético Balboa ‏ وC.D. Santa Clara de El Salvador ‏.

## وصلات خارجية
- واشنطن دي لا كروز على موقع قاعدة بيانات كرة القدم.إي يو (الإنجليزية)
- واشنطن دي لا كروز على موقع ناشيونال فوتبول تيمز (الإنجليزية)